# حسنه (مکه)
حسنه یک منطقهٔ مسکونی در عربستان سعودی است که در استان مکه واقع شده‌است.